# Erich Srbek
Erich Srbek (Prága, 1908. június 4. – 1973. február 24.) világbajnoki ezüstérmes csehszlovák válogatott labdarúgó, edző.
A csehszlovák válogatott tagjaként részt vett az 1934-es világbajnokságon.

## Sikerei, díjai

### Játékosként
Sparta Praha
- Csehszlovák bajnok (2): 1931–32, 1935–36
- Közép-európai kupa győztes (1): 1935

Csehszlovákia
- Világbajnoki döntős (1): 1934

### Edzőként
Sparta Praha
- Csehszlovák bajnok (1): 1952